# Sericicultura

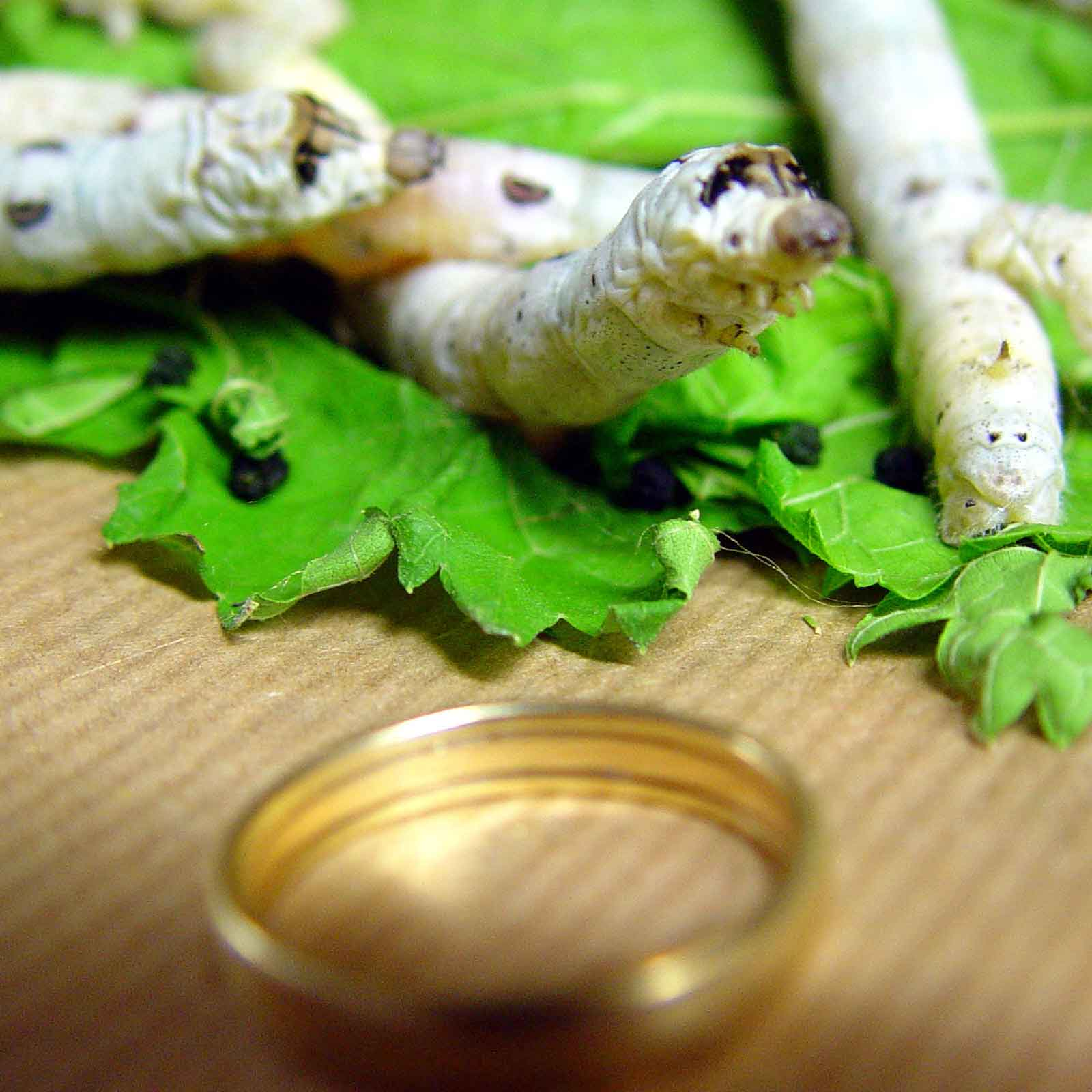
Cuc de seda Bombyx mori

La sericicultura, o sericultura, és el cultiu del cuc de seda (Bombyx mori) per a la producció de seda. Es creu que la producció de cera va començar a l'actual Xina durant el Neolític. Des d'aleshores, la sericultura ha esdevingut una indústria important de països com Brasil, França, Índia, Itàlia, Corea, Rússia i la Xina. Aquests dos últims països representen més del 60% de la producció anual de seda.

## Història
Segons un text confucià, la producció de seda hauria començat cap al 2700 a.C., tot i que les evidències arqueològiques la daten del període Yangshao, que va durar del 5000 al 3000 aC. El 1977 es va descobrir a Nancun una peça de ceràmica de finals d'aquest període amb la forma d'un cuc de cera, cosa que indica l'existència de la sericultura en aquella època. La troballa de fibres de seda als sits arqueològics de la Civilització de l'Indus van permetre confirmar que ja a la segona meitat del tercer mil·lenni a.C. l'ús de la seda s'havia expandit per gran part meridional d'Àsia. Ja cap a la primera meitat del segle I d.C., la sericultura havia arribat a Khotan a través de la ruta de la seda i, el 140, la pràctica ja s'havia consolidat a l'Índia. El segle VI, el contraband d'ous de larva va permetre a l'Imperi Romà d'Orient de manufacturar seda pròpia i de tenir-ne un monopoli a la Mediterrània durant segles, fins que el 1147, durant la Segona Croada, Roger II de Sicília (1095-1154) va atacar Corint i Tebes (ciutats importants en la producció de seda bizantina) i va introduir la producció de seda a Europa després d'endur-se totes les eines de producció a Palerm i Calàbria.

## Producció
Els cucs de la seda són alimentats amb fulles de morera, fins que després de la quarta muda pugen a una branca i fan capolls de seda. La seda és un filament continu compost per una proteïna fibrosa secretada de dues glàndules salivars i per una goma anomenada "sericina", que cimenta els filaments. La sericina es dissol després de col·locar els capolls en aigua calenta. Aquest procés allibera els filaments de seda i els prepara per a ser filats, a la vegada que mata la pupa. Finalment, la seda es fila i es classifica segons la qualitat.

Procés tradicional xinès
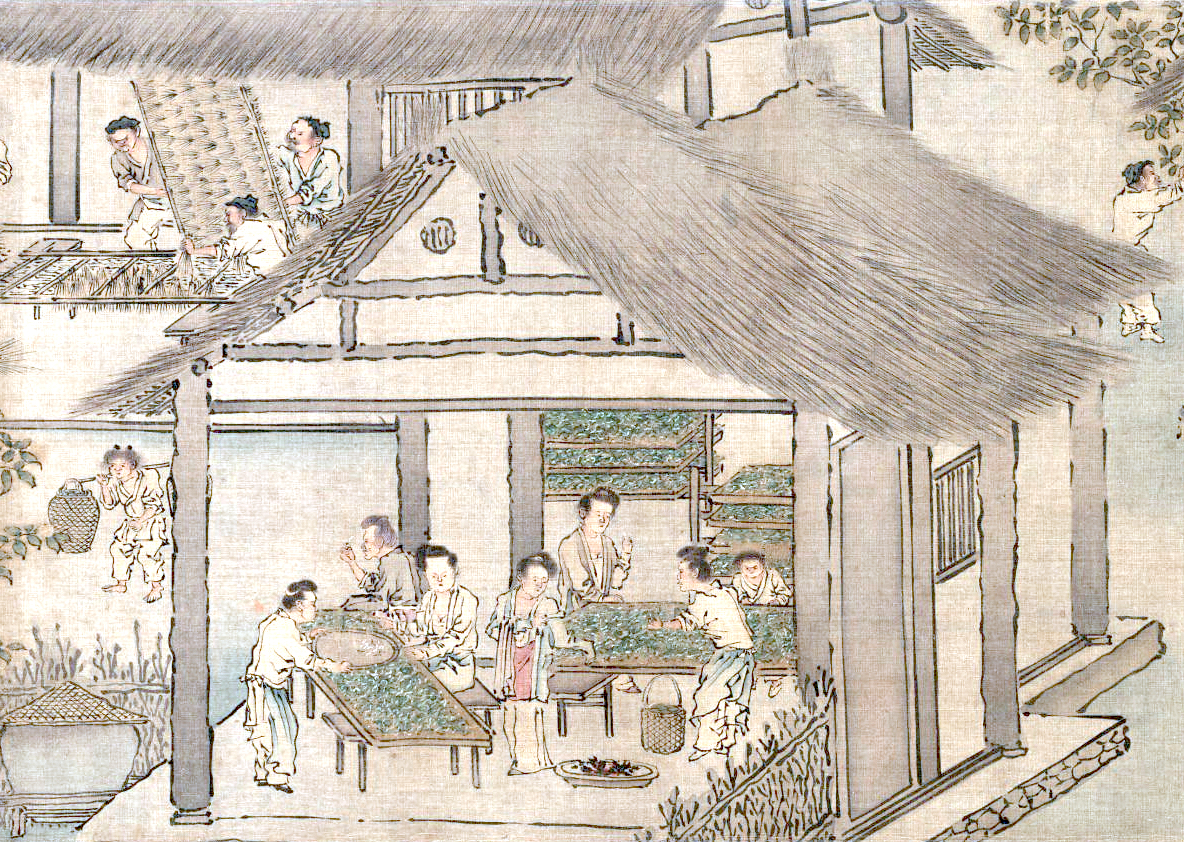
Els cucs són alimentats amb fulles de morera.
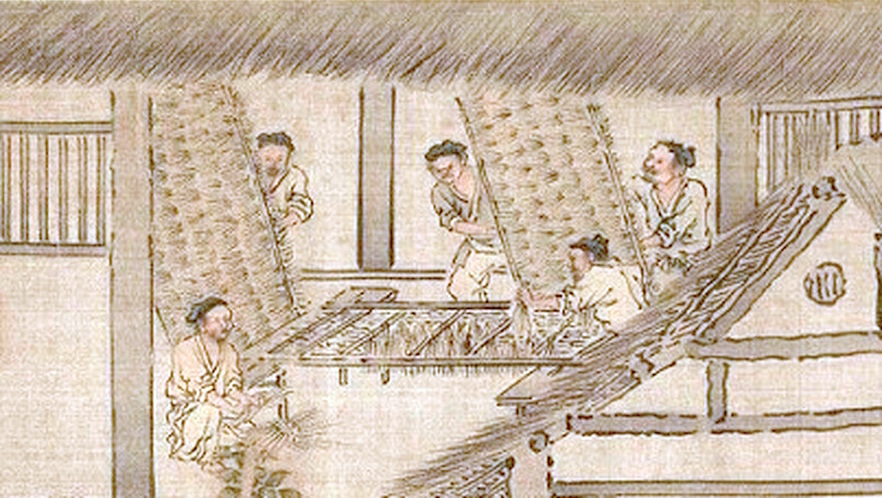
Es preparen branques perquè els cucs hi formin els capolls.
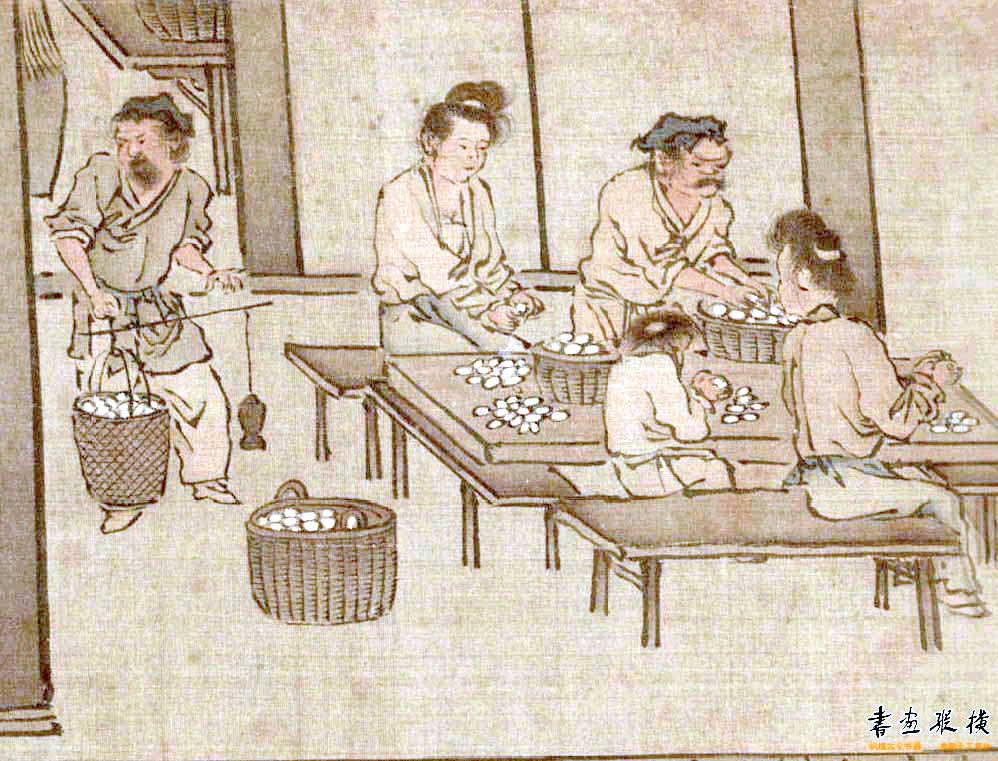
Els capolls es pesen.
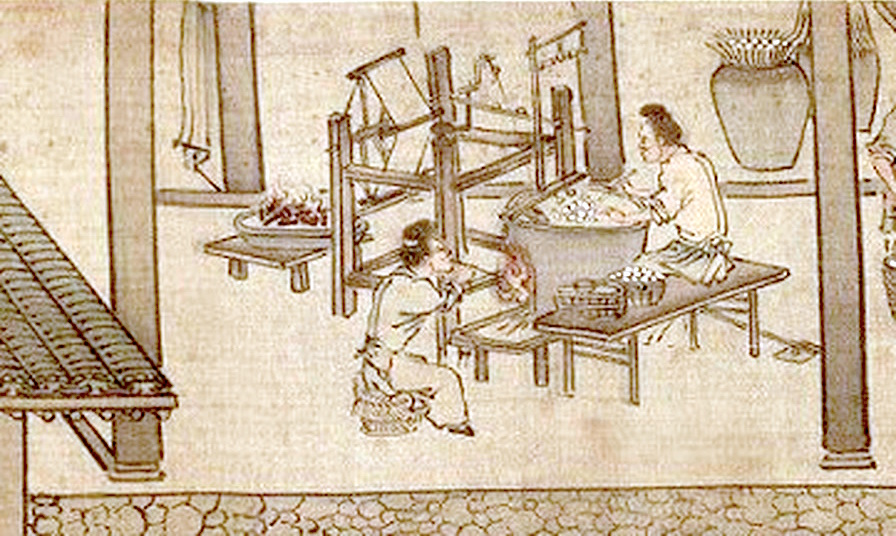
Es bullen els capolls i es fila la seda.
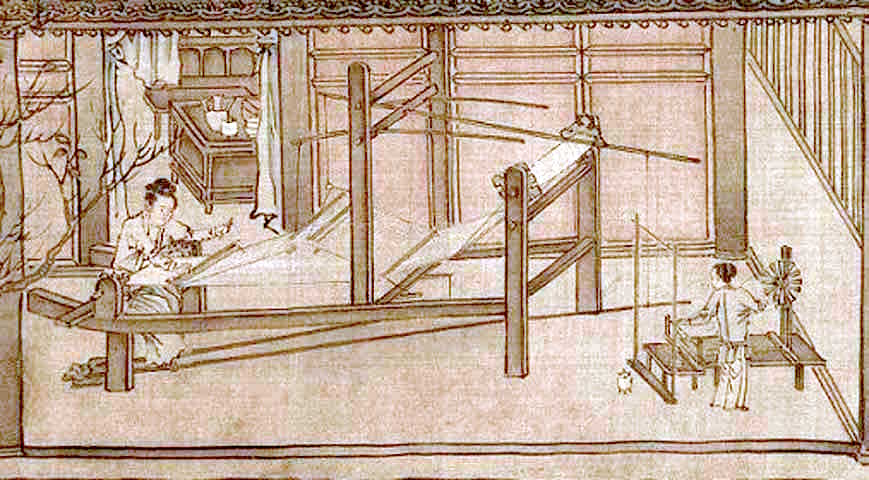
La seda es teixeix amb un teler.

## Seda sostenible

### Seda de la pau
El substitut més popular de la seda tradicional és l'anomenada seda de la pau, també coneguda pel nom de seda ahisma. La diferència rau en el fet que en l'elaboració d'aquesta seda, es deixa que les larves completin el procés de metamorfosi i surtin del capoll abans que aquest sigui submergit en aigua calenta per a obtenir la seda. Malgrat tot, l'espècie del cuc de seda ha estat sotmesa durant segles a un procés de criat selectiu (selective breeding), de manera que, tot i sortir del capoll, no sol sobreviure gaire temps en llibertat.

### Seda salvatge
Els capolls dels cucs de seda tussars, que es troben en grans boscos, es fan servir per a la producció de seda salvatge, també coneguda pel nom de seda tussar. En la majoria de casos, els capolls són collits un cop l'arna ja n'ha sortit i, a diferència de les arnes domesticades, aquestes sí que són capaces de sobreviure en llibertat. El fet que aquests cucs de seda salvatges consumeixin tot tipus de plantes, en comptes de només fulles de morera, fa que produeixin una seda més robusta tot i que no tan uniforme.

### Producció
La producció de seda segueix els següents estadis:
- L'arna de cuc de seda pon entre 300 i 500 ous.
- Al cap d'un temps, dels ous en surten les larves.
- Les larves són alimentades amb fulles de morera.
- Quan ja han crescut força, les larves comencen a secretar fibres de seda per a crear una xarxa que les subjecti.
- EL cuc continua secretant la substància tot formant la forma del capoll; a la vegada, la secreció s'endureix quan entra en contacte amb l'aire.
- El cuc de seda continua el procés durant dos o tres dies fins que queden encapsulades dins del capoll.
- Els capolls intactes es bullen, procés que mata la pupa, i es raspallen per a extreure'n els filaments de seda.
- Aquests filaments es filen tot formant fils de seda.

La quantitat de seda secretada pel cuc pot arribar a una longitud d'un quilòmetre. Malgrat això, la quantitat de seda servible és força baixa, de manera que calen prop de 2.500 capolls per a produir prop de mig quilogram de seda.
Activistes, com ara Mahatma Gandhi, s'oposaven a la producció tradicional de la seda, tot basant-se en la filosofia ahisma de no fer mal a cap ésser viu. Així doncs, Gandhi era un defensor de la seda ahisma i de la seda salvatge. Així mateix, l'organització PETA ha fet campanyes en contra de la producció de seda.

## Malalties del cuc de seda
Els cucs de seda són molt sensibles a l'entorn i les malalties intestinals; no els agrada el sol directe, ni l'aire viciat o amb fum de tabac, ni la brutícia i la femta acumulada. No convé canviar la seva alimentació d'una mena de morera a una altra (de la Morus alba a la Morus nigra, encara que també poden menjar Maclura pomifera), perquè alguns moren com que no podien suportar els seus intestins el canvi de dieta. Són els seus enemics naturals les formiga i algunes vegades moren perquè les fulles de morera estan acidificades per la contaminació o enverinades amb pesticida, per la qual cosa cal rentar-les abans i assecar-les després molt bé amb un drap. A més, s'han de recollir de l'arbre, sense que hagin tingut contacte amb el terra, ja que el fong de la muscardina en procedeix. Quan els cucs estan malalts es recargolen en forma d'U; poden recuperar-se si encara els batega l'artèria dorsal a prop de la cua, amb una mica de calor. Les seves malalties més importants, que van devastar en forma de plaga diversos vivers de seda en el passat (com es pot veure al Museu de la Seda de València), són la pebrina, causada pel fong Nosema bombycis; la flacciditat, que és la més greu i està produïda per Cypovirus i densovirus; la grogueta, obra d'un baculovirus, i la muscardina, produïda per un altre fong, anomenat antigament Botrytis bassiana i en l'actualitat Beauveria bassiana. Les dues primeres van ser descobertes pel bacteriòleg Louis Pasteur.

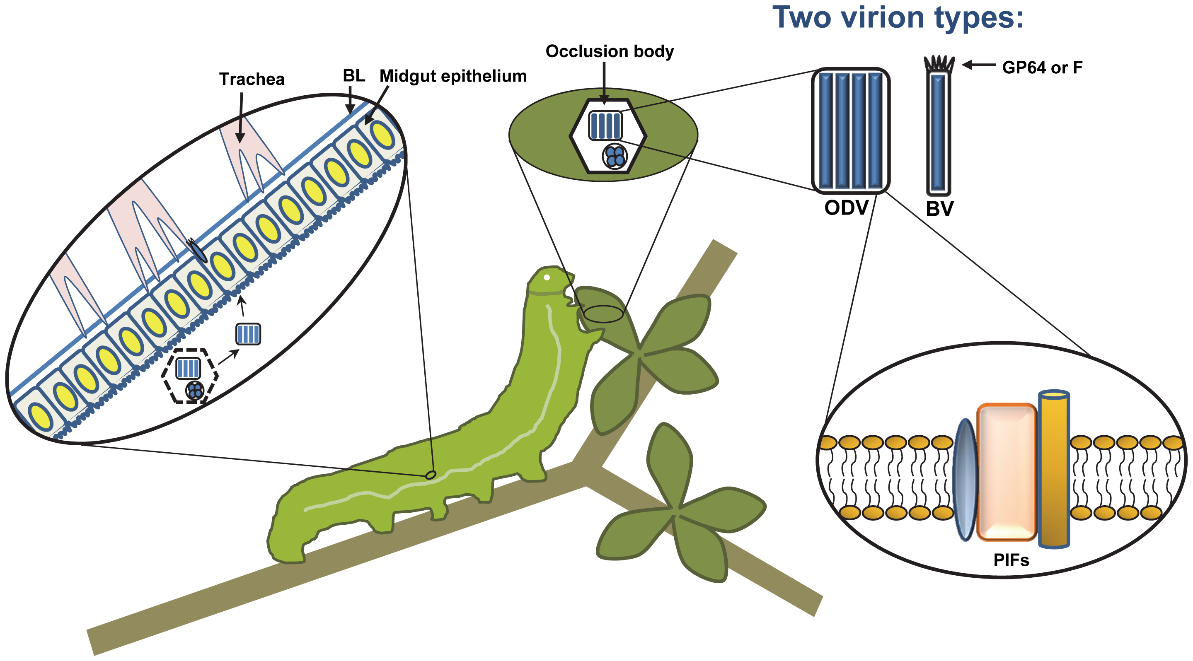
BmNPV i el cuc de la seda

BmNPV és el patogen més important de B. mori. La investigació del mecanisme d'interacció entre BmNPV i el seu hoste, B. mori, ha estat rellevant no només per a la sericultura, sinó també per al control de plagues. Estudis com el de Chang i col·laboradors demostren mitjançant el cribratge de BmEGCKLib que els processos biològics descrits anteriorment, com les vies de senyalització de fagosomes i osques, estan involucrades en la interacció entre BmNPV i l'hoste.

## El cuc de seda autòcton espanyol
Les primeres larves del cuc de seda espanyol autòcton (Bombyx mori ligneus) van arribar a Espanya amb la invasió musulmana al segle vii i el seu principal centre va ser la localitat granadina de Galera, fins al punt que al cuc autòcton se li va arribar a anomenar "cuc de Galera". Després se li va anomenar "cuc d'Almeria" pels comerciants genovesos que atracaven en aquest port en el segle xv a la recerca de seda i larves. Es va realitzar durant molts segles una gran selecció artificial per obtenir el cuc més resistent i productiu, elaborant-se no només una fina tela, sinó llinyes i sutures. Els experts han identificat fins a tretze varietats diferents originades a Espanya. A Múrcia va ser una indústria fonamental fins al segle xix, quan una plaga de pebrina de dimensió europea va arruïnar el negoci i l'obertura del canal de Suez va facilitar el comerç directe seder amb la Xina i van venir cucs d'allà que van competir amb l'autòcton. El menyspreu de la política agrària franquista va acabar amb l'espècie a Espanya, encara que no a Itàlia, on els genovesos havien introduït l'espècie, ni a Amèrica. Actualment hi ha un projecte per recuperar genèticament aquest cuc autòcton.
Espanya i Itàlia es van convertir en grans productors, sobretot les zones d'Andalusia i Múrcia, i es van dictar disposicions per protegir el cultiu. Seran els espanyols els que traslladin a Amèrica la indústria de la seda, amb excel·lents resultats. No obstant això, les mesures proteccionistes espanyoles i portugueses van evitar la seva extensió fins a èpoques més recents, quan els diferents països colonitzats van aconseguir la seva independència.

## Gastronomia
El mètode convencional per a la producció de seda resulta en ~8 kg de pupes de cuc de sera humides i en ~2 kg de seques per cada quilogram de seda produït. Aquestes pupes d'han consumit tradicionalment per cultures productores de seda:

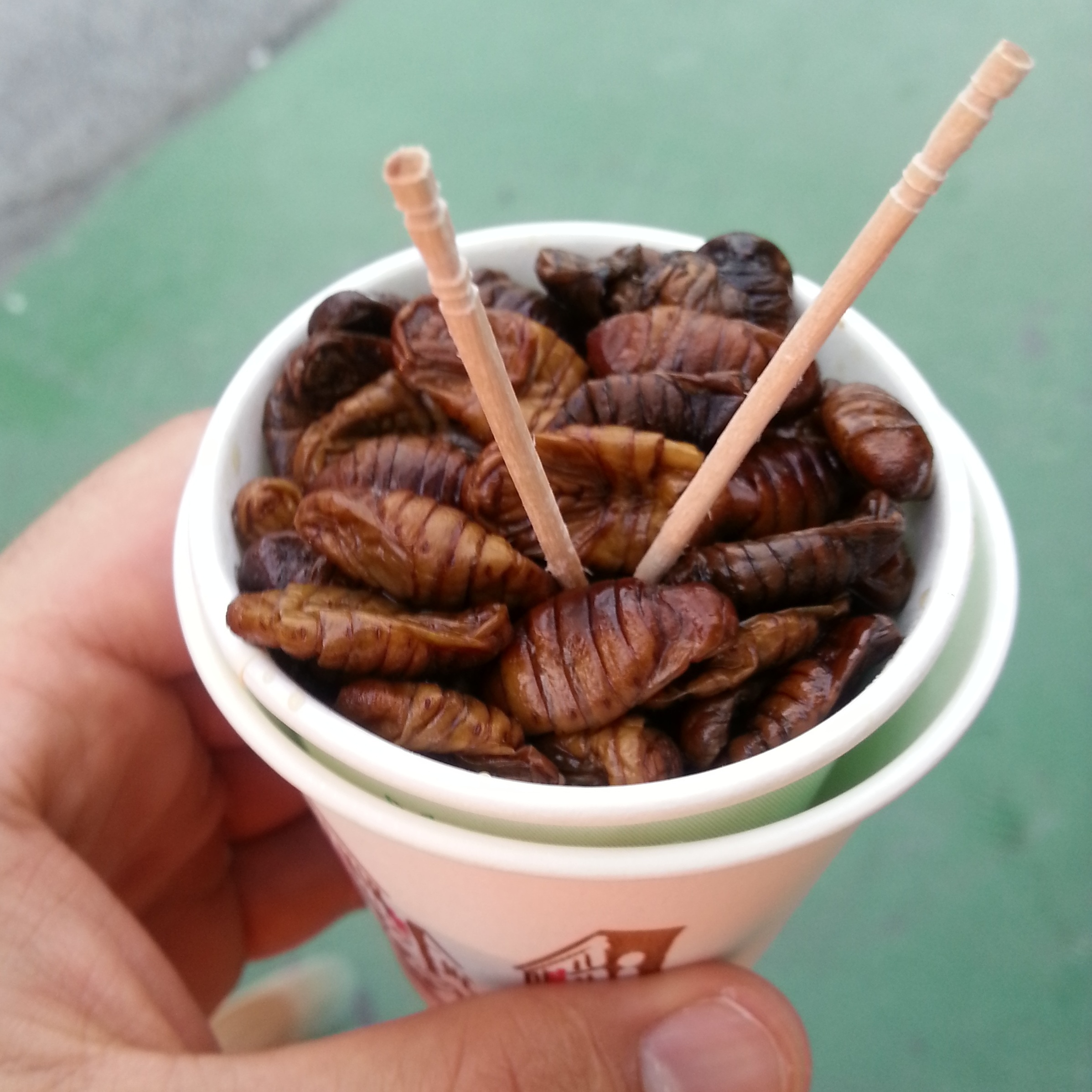
Beondegi servit en un got de paper a Corea.

- A Assam, a l'Índia, es mengen un cop bullides amb sal o bé es fregeixen.[24]
- A Corea són consumides bullides, sovint com a menjar de carrer anomenat beondegi (번데기).[25]
- A la Xina es venen rostides.
- Al Japó sovint es preparen com a tsukudani (佃煮), bullides i en una salsa agredolça a base de salsa de soja i sucre.
- Al Vietnam són conegudes com a nhộng tằm i se serveixen com a plat principal, saltades amb salsa de peix i acompanyades d'arròs.
- A Tailàndia són rostides i o bé venudes com a menjar de carrer o empaquetades com snacks.

## Galeria

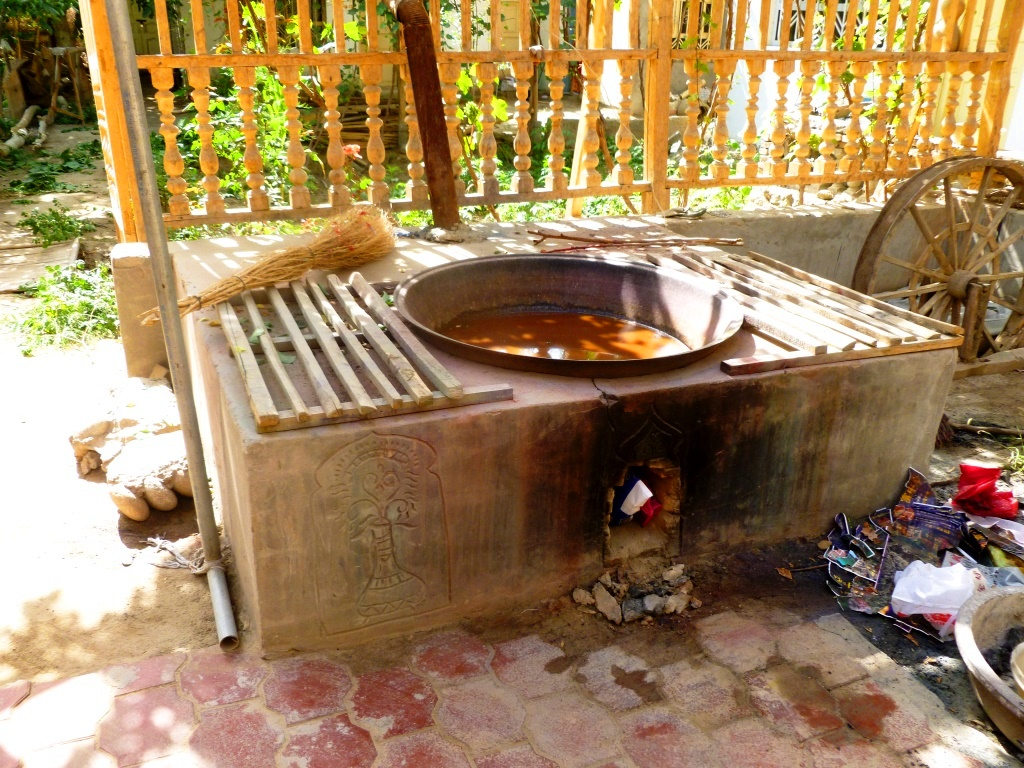
Tina amb tint sobre un foc Khotan
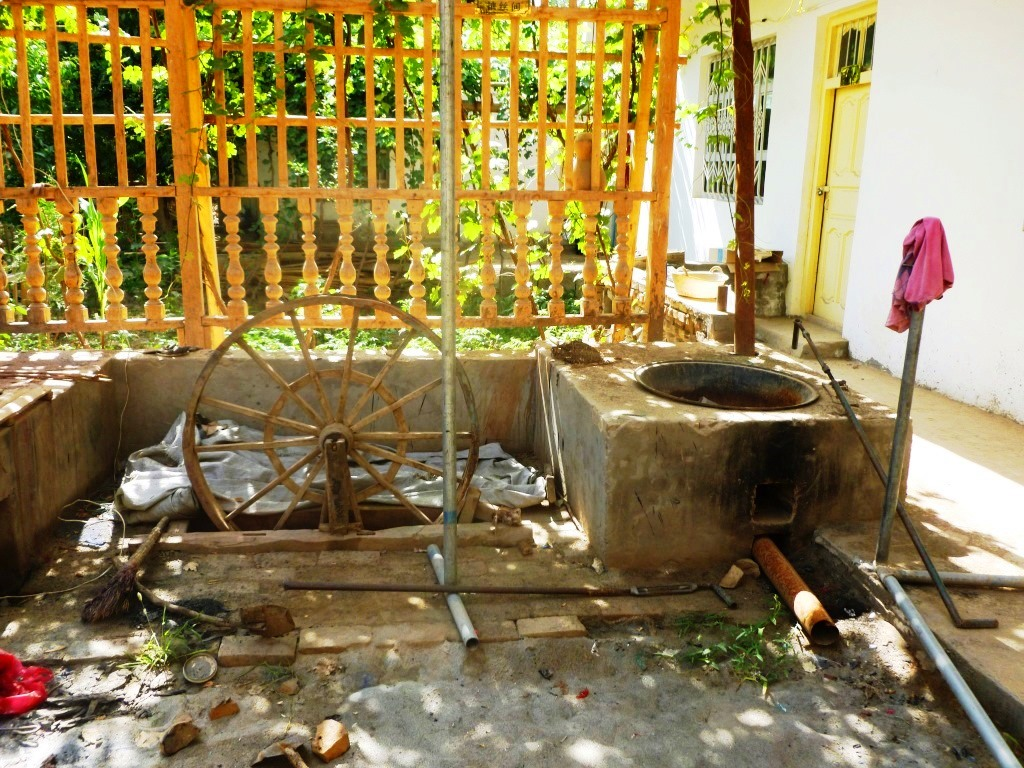
Materials per a l'extracció de la seda
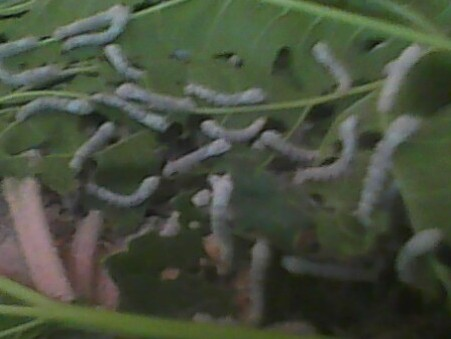
Tercer estadi dels cucs de seda
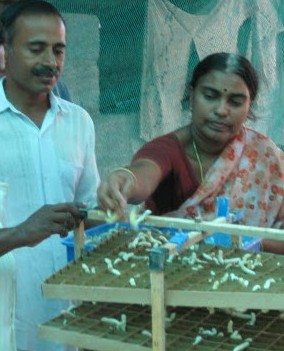
Cucs de seda
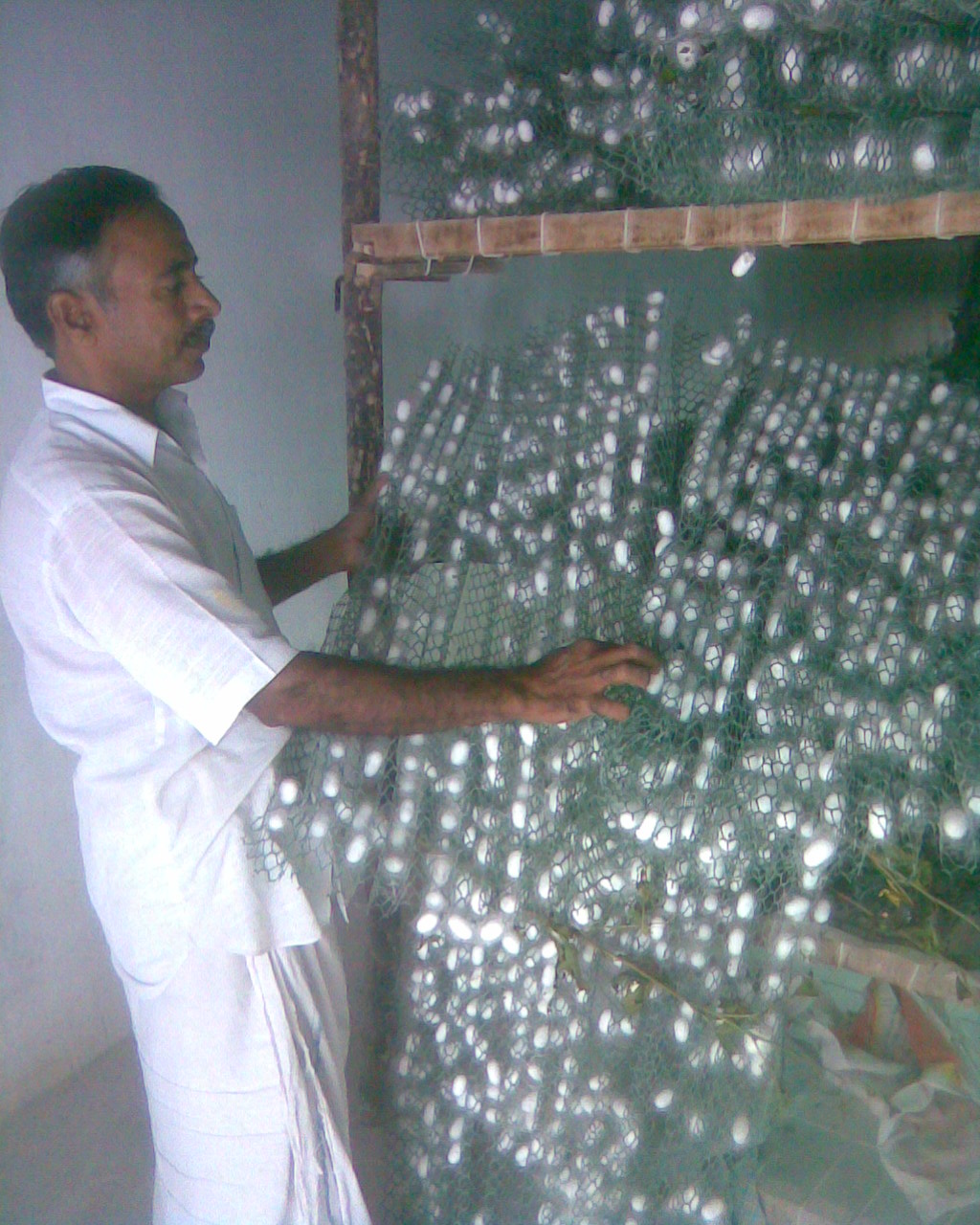
Capolls